# Sludge metal
Sludge metal (às vezes chamado simplesmente de sludge), é um sub-gênero do heavy metal que tem como principal característica a mesclagem de elementos do doom metal, do hardcore e as vezes do southern rock. Enquanto muitos creditam o início do estilo ao The Melvins de Seattle, Washington, muitos de seus pioneiros declarados foram do estado da Luisiana.

## Características
O Sludge Metal, geralmente, combina tempos lentos, riffs pesados do Doom Metal, com a agressão, os vocais gritados/rasgados e os tempos rápidos do Hardcore, além de instrumentais elaborados a partir do Southern rock. Como definiu o New York Times: "O termo usado para indicar o tipo de rock que vem desde o início do Black Sabbath até Black Flag é Sludge (em português: Lama), porque é tão lento e denso". Muitos compõem canções lentas, enquanto outros usam a alta velocidade com mais frequência. O vocalista Mike Williams, um dos fundadores do estilo Sludge e membro do Eyehategod, sugere que "o apelido de Sludge, aparentemente, tem a ver com a lentidão, a sujeira e a sensação geral de decadência que as músicas transmitem". Os instrumentos de corda (guitarra e baixo), são afinados em tons mais baixos que o comum, assim como bem distorcidos, e sendo em muitas vezes tocados com grande quantidade de efeitos para produzir um som mais encorpado e abrasivo. Além disso, os solos de guitarra são muitas vezes ausentes. A bateria é normalmente tocada no modo típico do Doom metal, mas alguns bateristas aplicam o D-beat ou o pedal duplo durante passagens mais rápidas ou nos curtos breakdowns, que são características do Sludge. Sofrimento, abuso de drogas, política contemporânea e raiva perante a sociedade são os temas líricos mais explorados no Sludge.

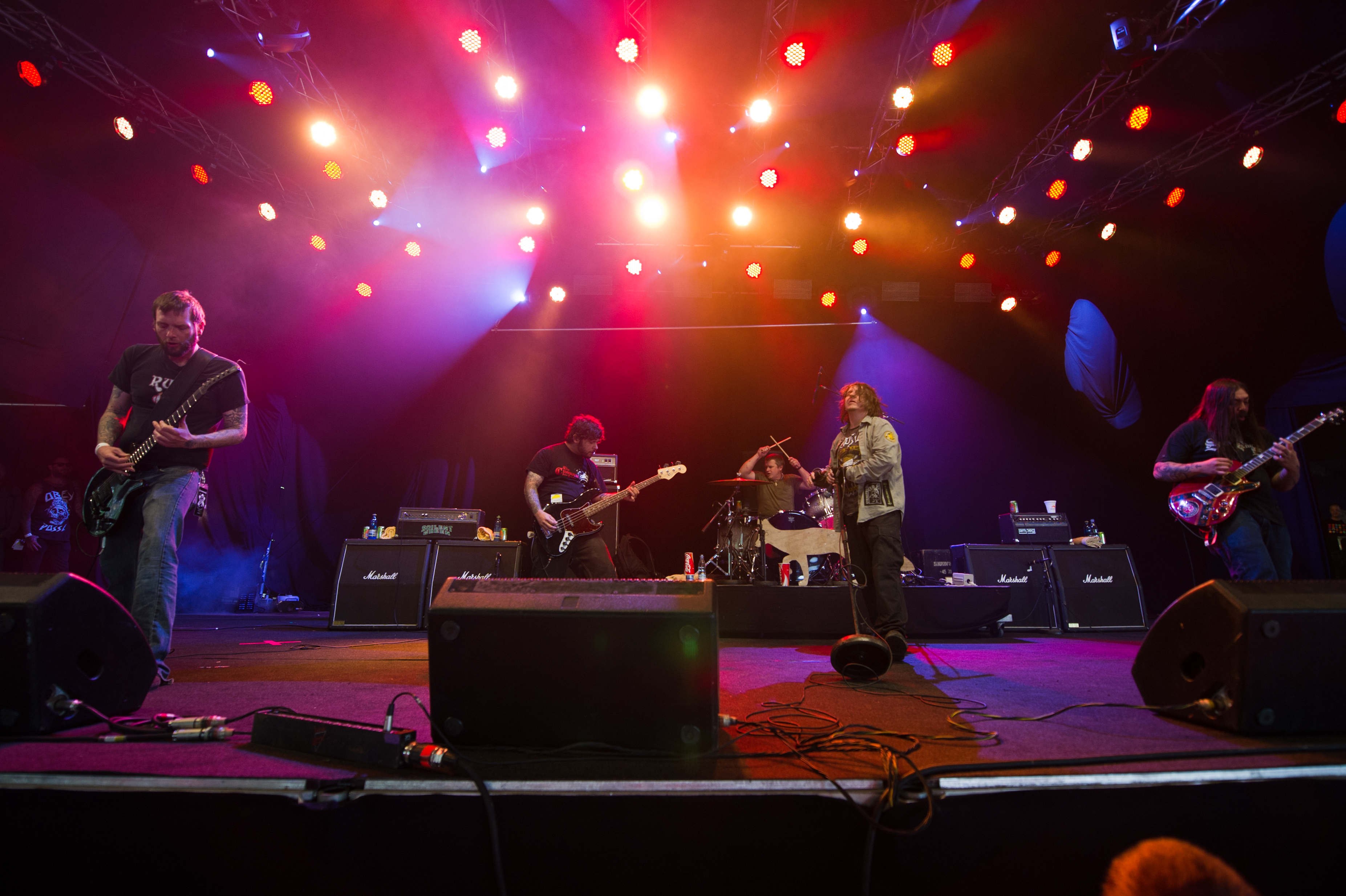
A banda Eyehategod (do estado da Luisiana), tida por muitos como a maior banda do Sludge Metal.

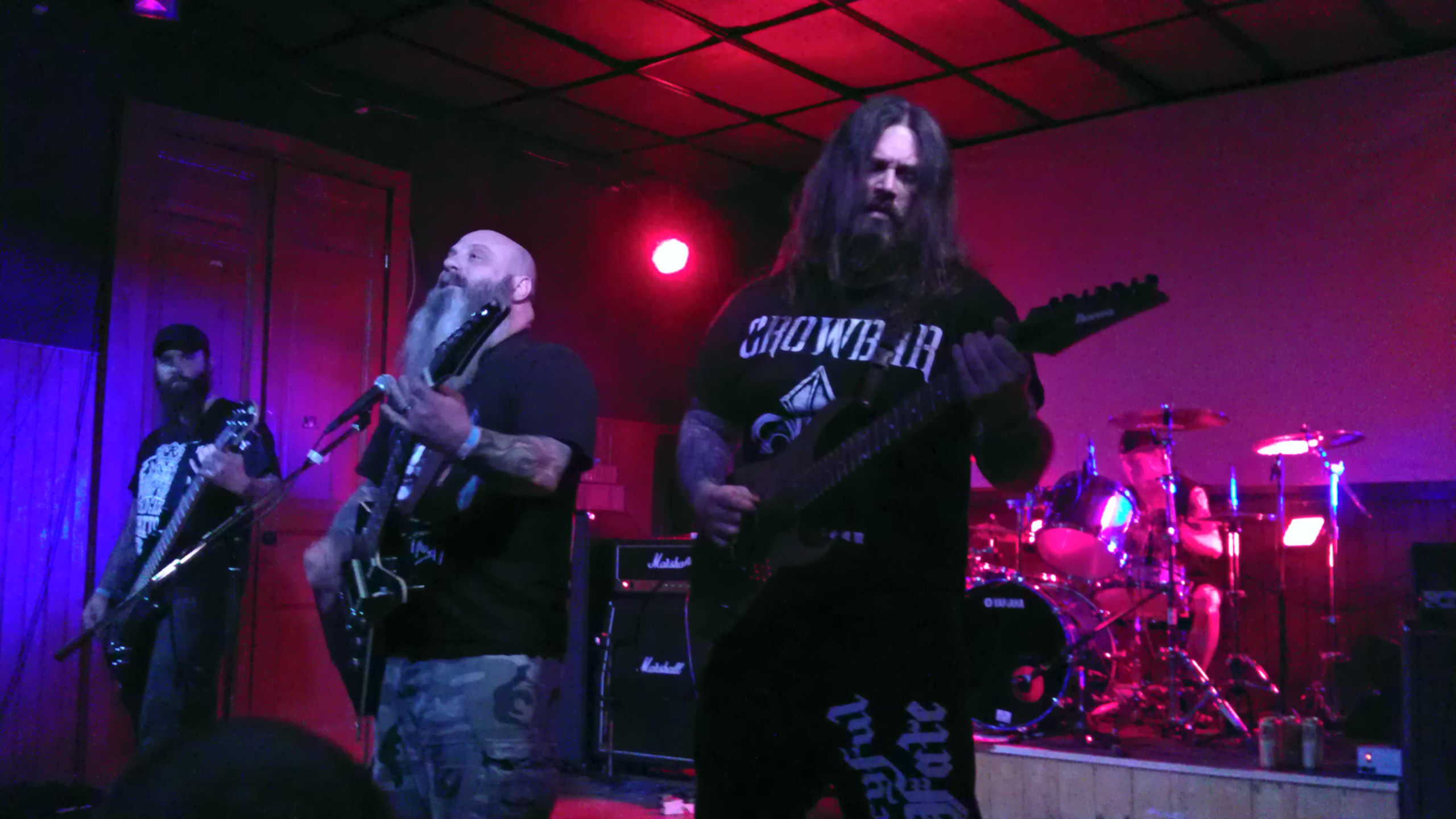
A banda Crowbar (do estado da Luisiana), uma das maiores bandas do Sludge Metal.

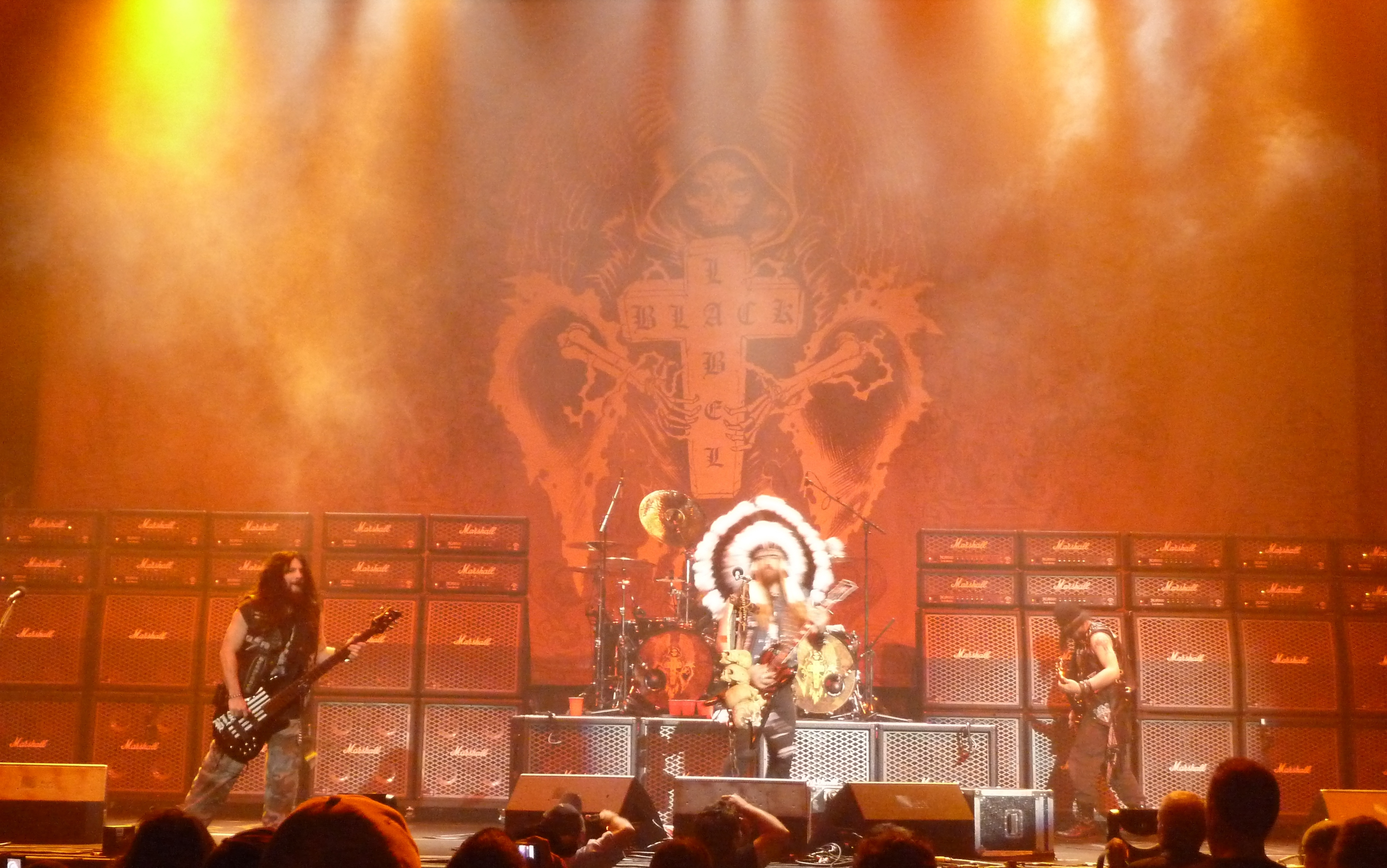
A banda americana Black Label Society, responsável por grande difusão do Sludge, e que faz uma mistura entre o Sludge Metal e o Heavy Metal.

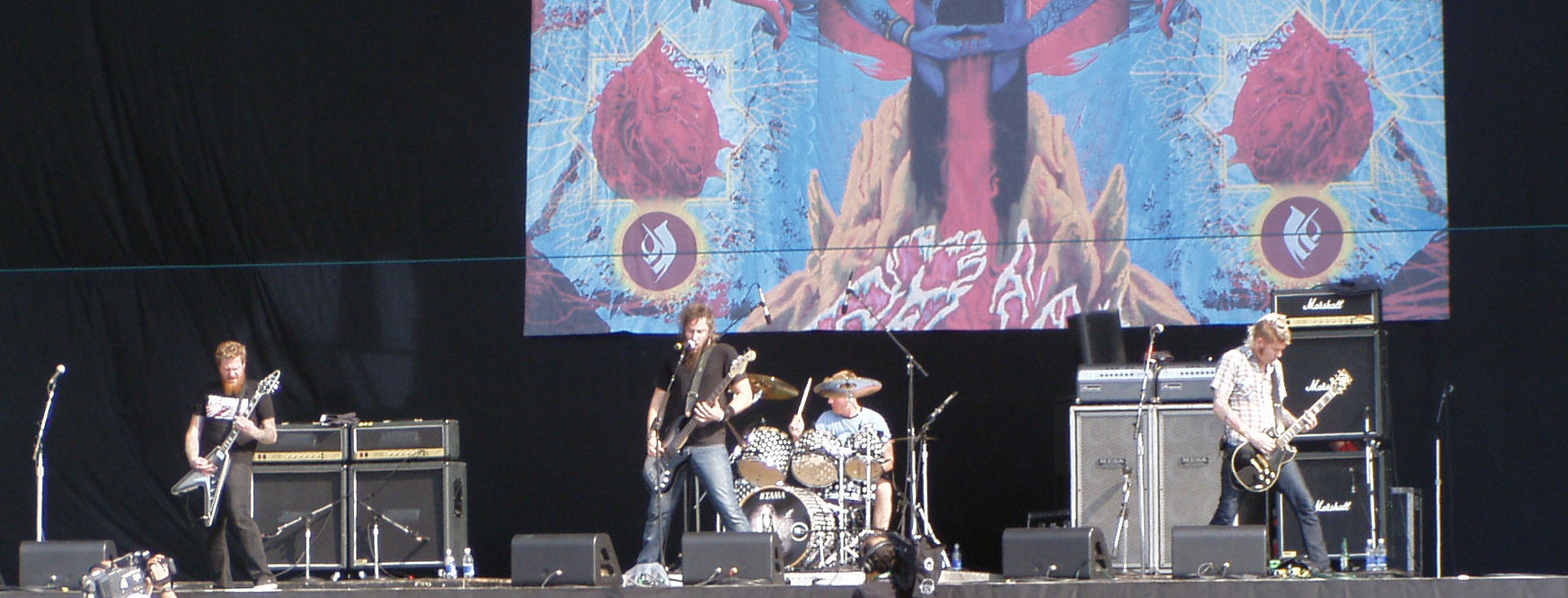
A banda americana em acensão Mastodon, que faz uma mistura entre o Sludge Metal e o Progressive Metal.

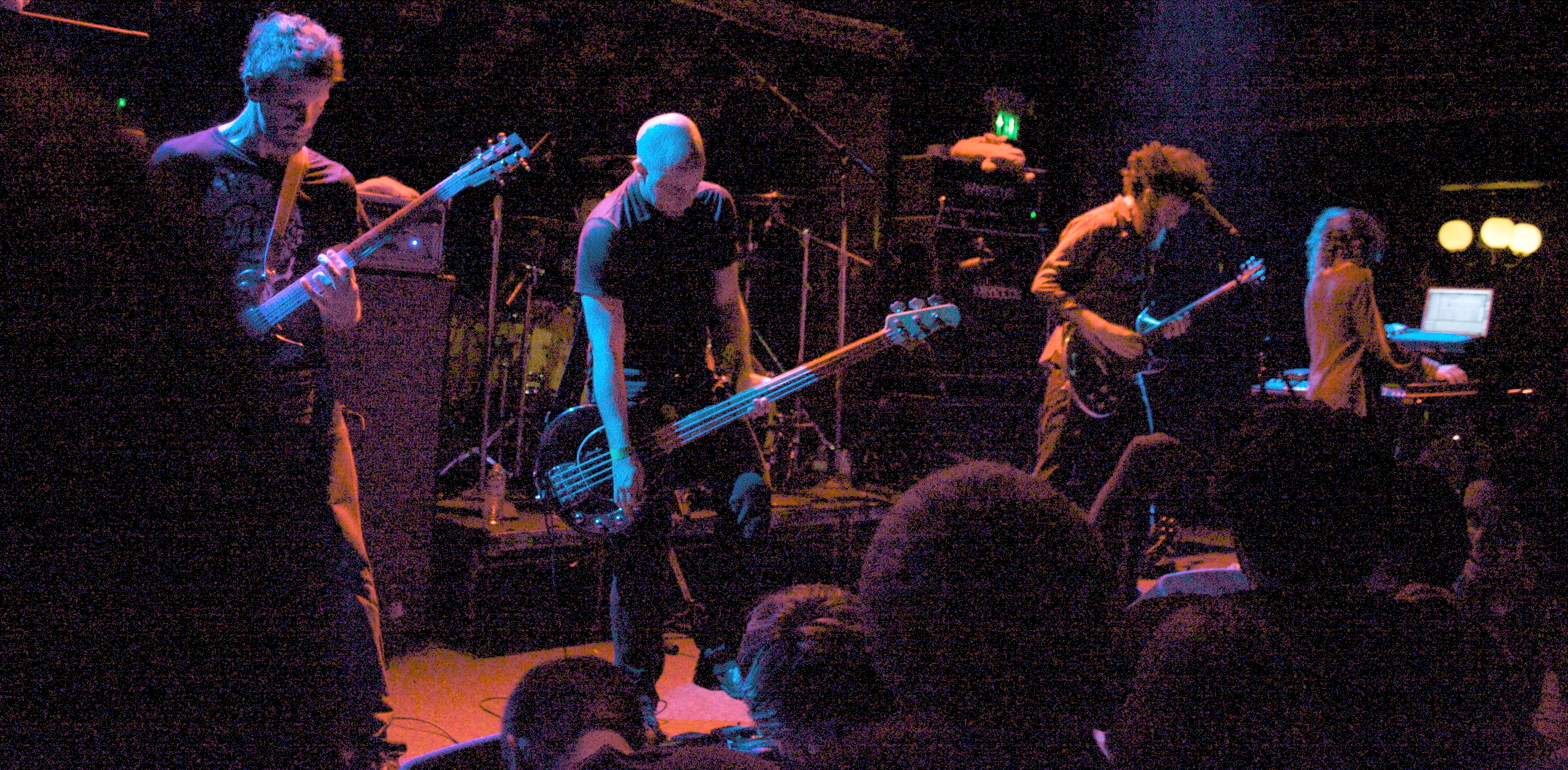
A banda americana Isis, que faz uma mistura entre o Sludge Metal e o Post-Metal (uma tendência recente).